# Droga R108 (Białoruś)
Droga R108 – droga o znaczeniu krajowym na Białorusi. Łączy Baranowicze ze Zdzięciołem. Jej długość wynosi 60 km.
Droga biegnie przez obszar obwodu brzeskiego i obwodu grodzieńskiego.

## Przebieg
| Km   |  | Miejscowość   | Inne drogi |
| ---- |  | ------------- | ---------- |
| 0.0  |  | Baranowicze   |            |
| 1.2  |  | Baranowicze   |            |
| 1.8  |  | Baranowicze   | E30        |
| 3.6  |  | Nowa Mysz     | N273 N305  |
| 8.5  |  | Lebieżany     |            |
| 18   |  | Ciuchniewicze |            |
| 22.5 |  | Mickiewicze   | N280       |
| 23.8 |  | Mickiewicze   |            |
| 29   |  | Mołczadź      |            |
| 31   |  |               | N279       |
| 35   |  | Choroszki     |            |
| 41   |  | Ogrodniki     |            |
| 47   |  | Dworzec       | N6015      |
| 57.7 |  | Plebanowicze  |            |
| 60.8 |  | Zdzięcioł     |            |

## Galeria

### Rejon baranowicki

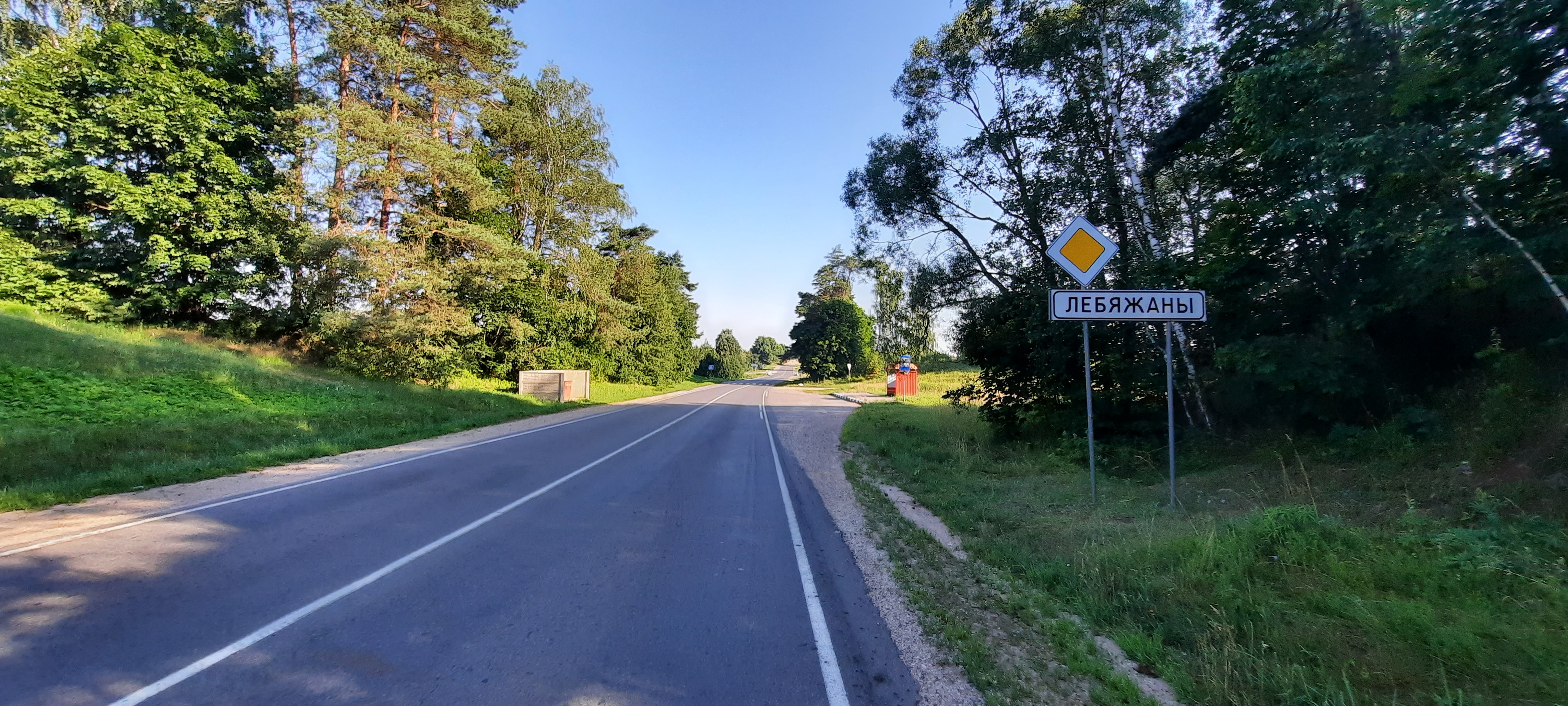
Lebieżany
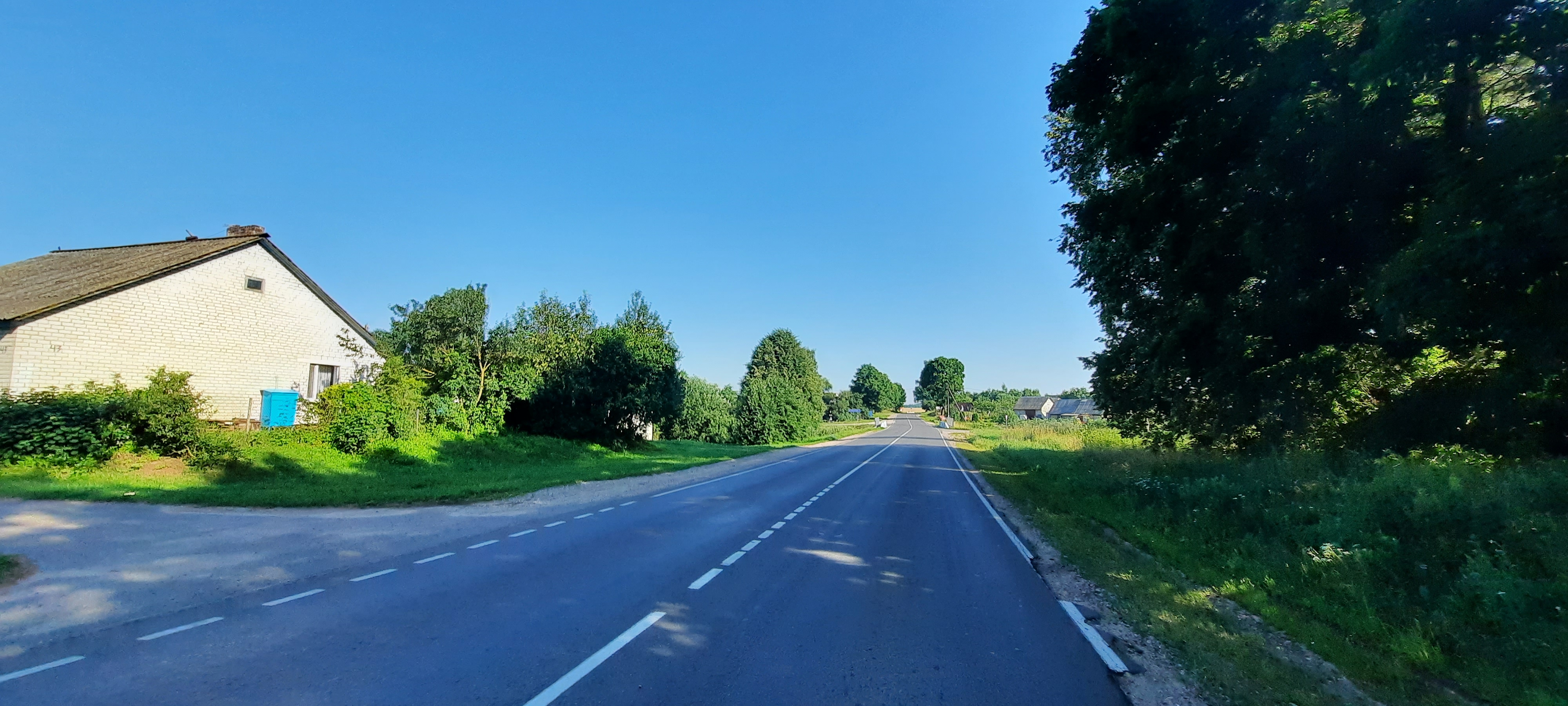
Lebieżany
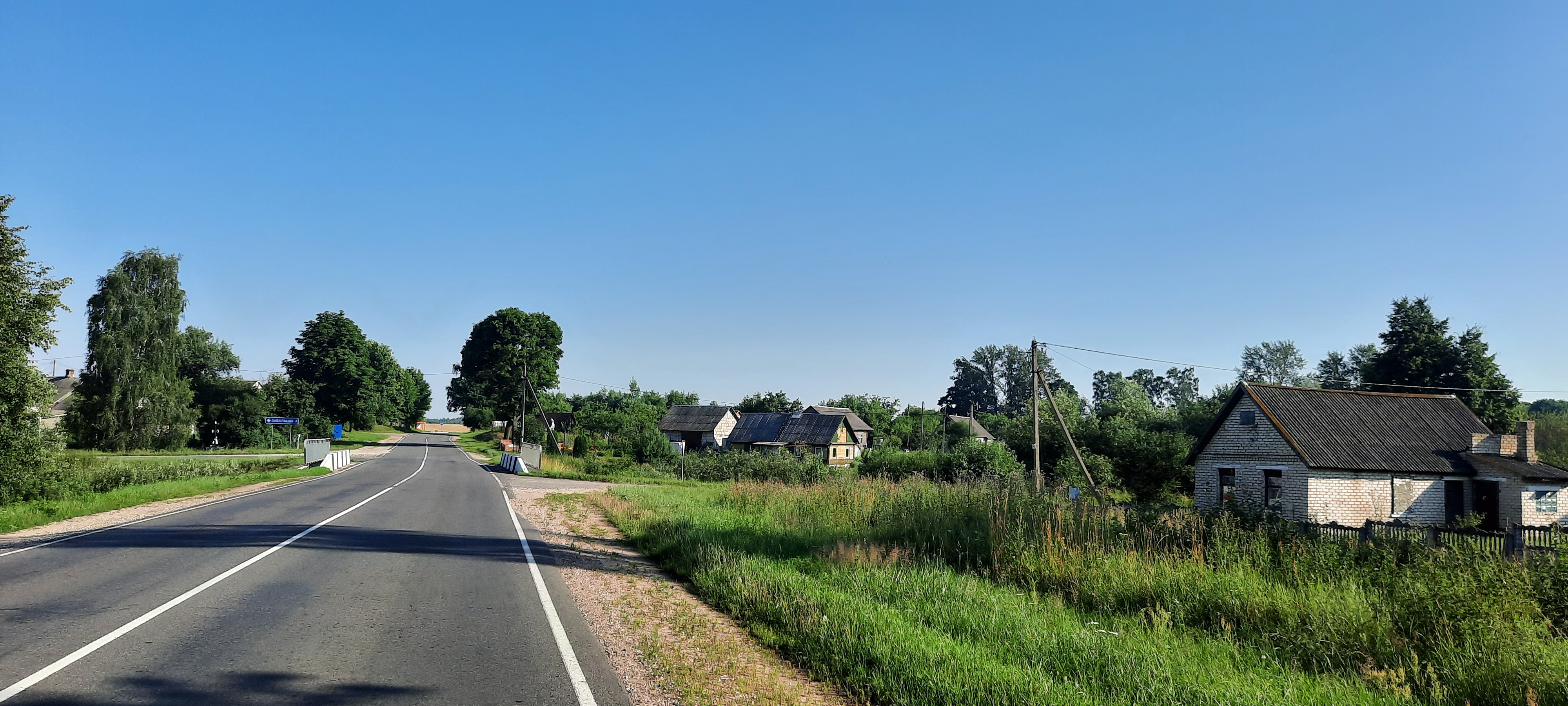
Lebieżany
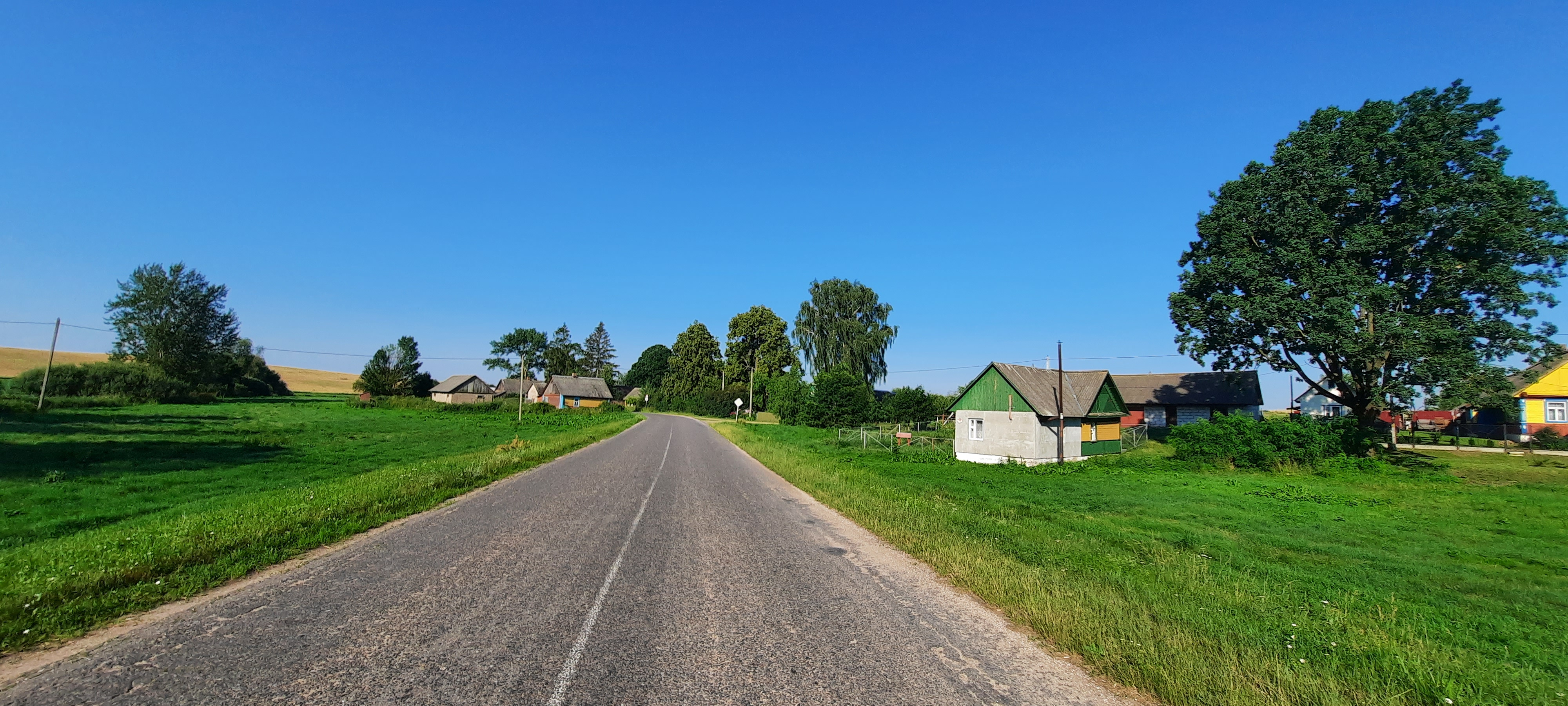
Lebieżany
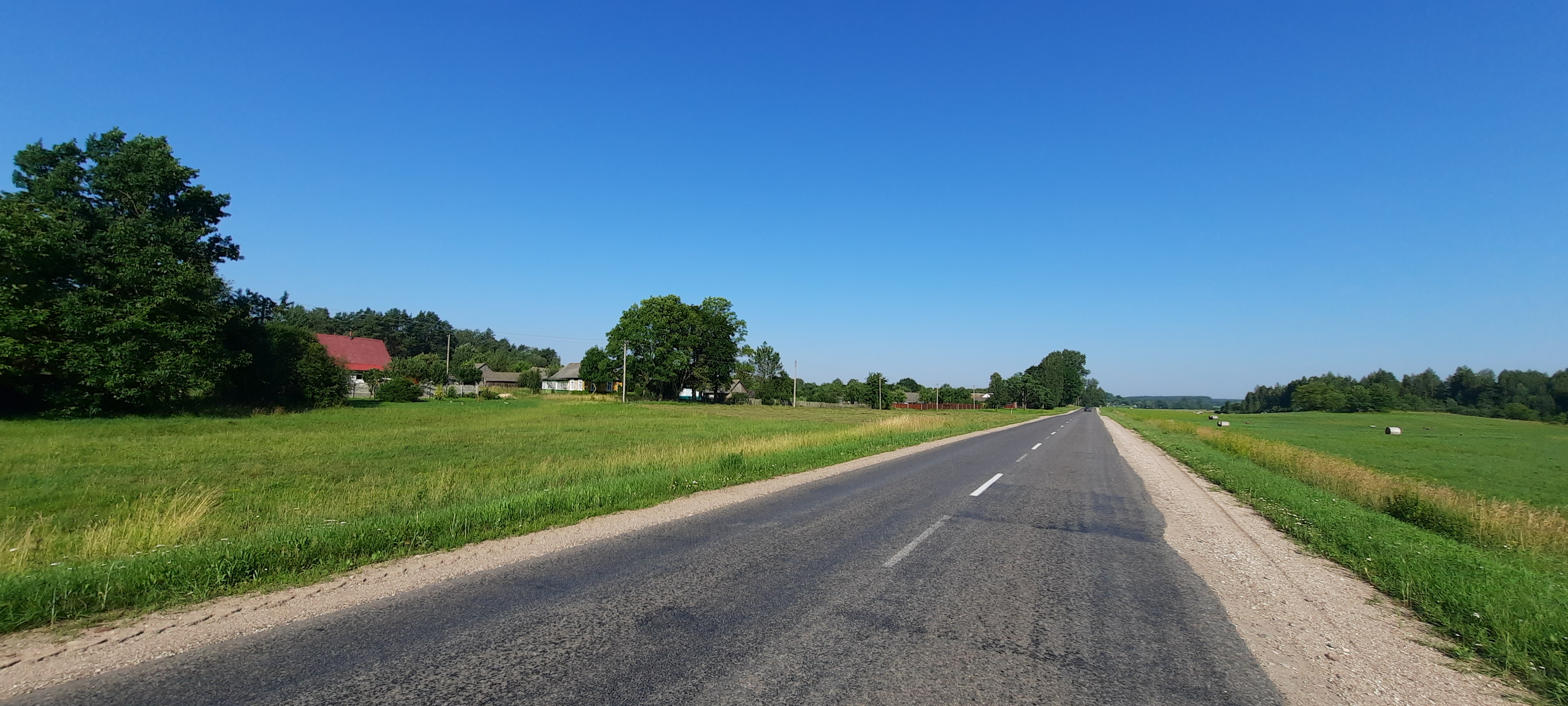
Cieszewle
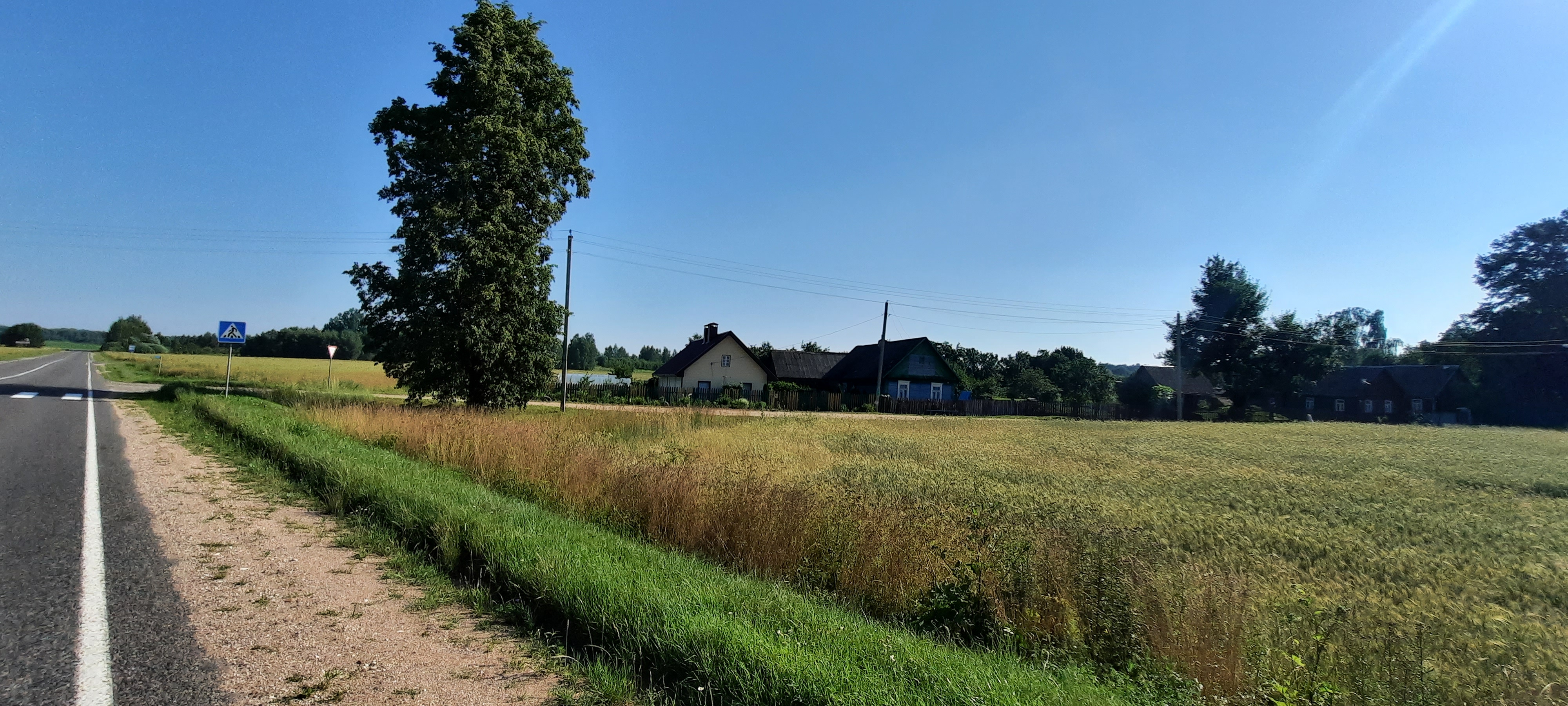
Ciuchniewicze
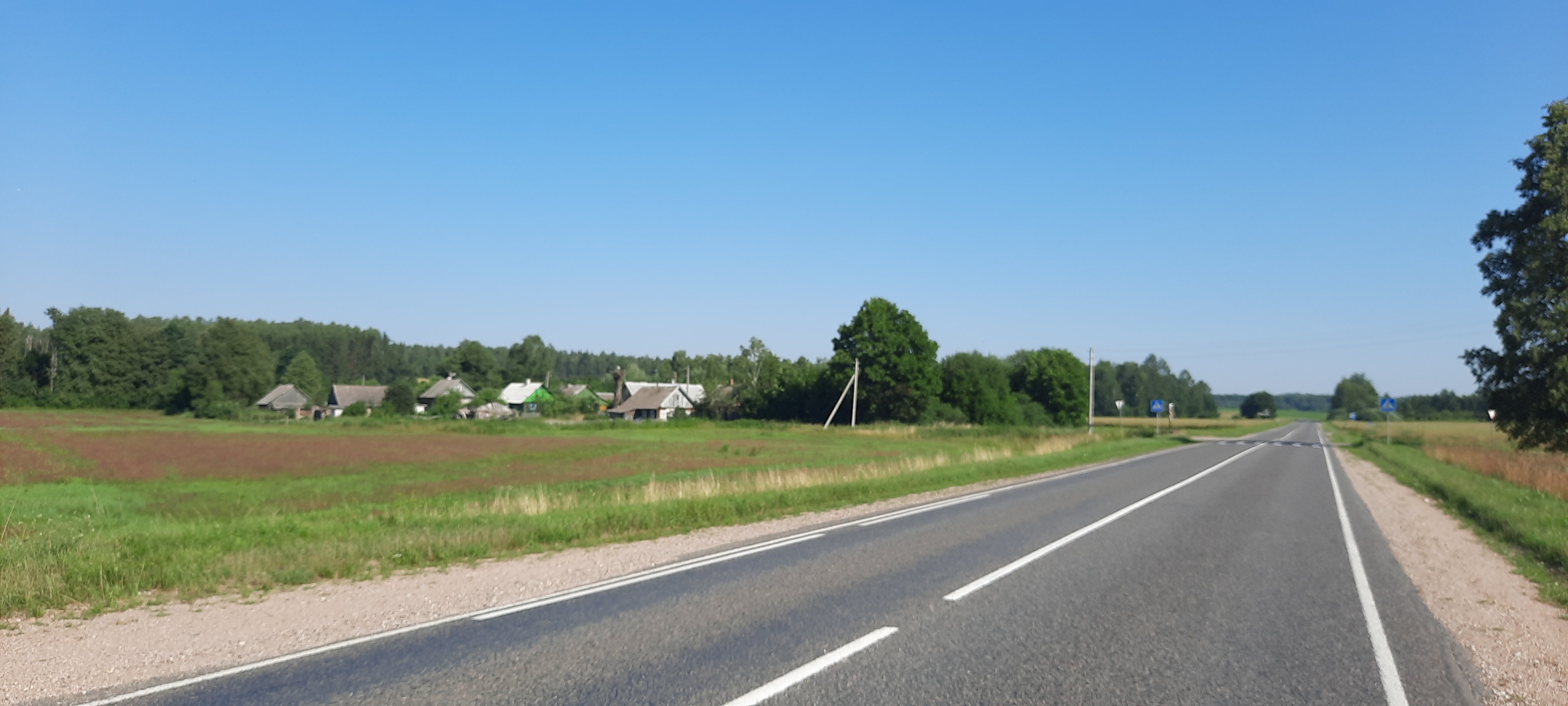
Ciuchniewicze
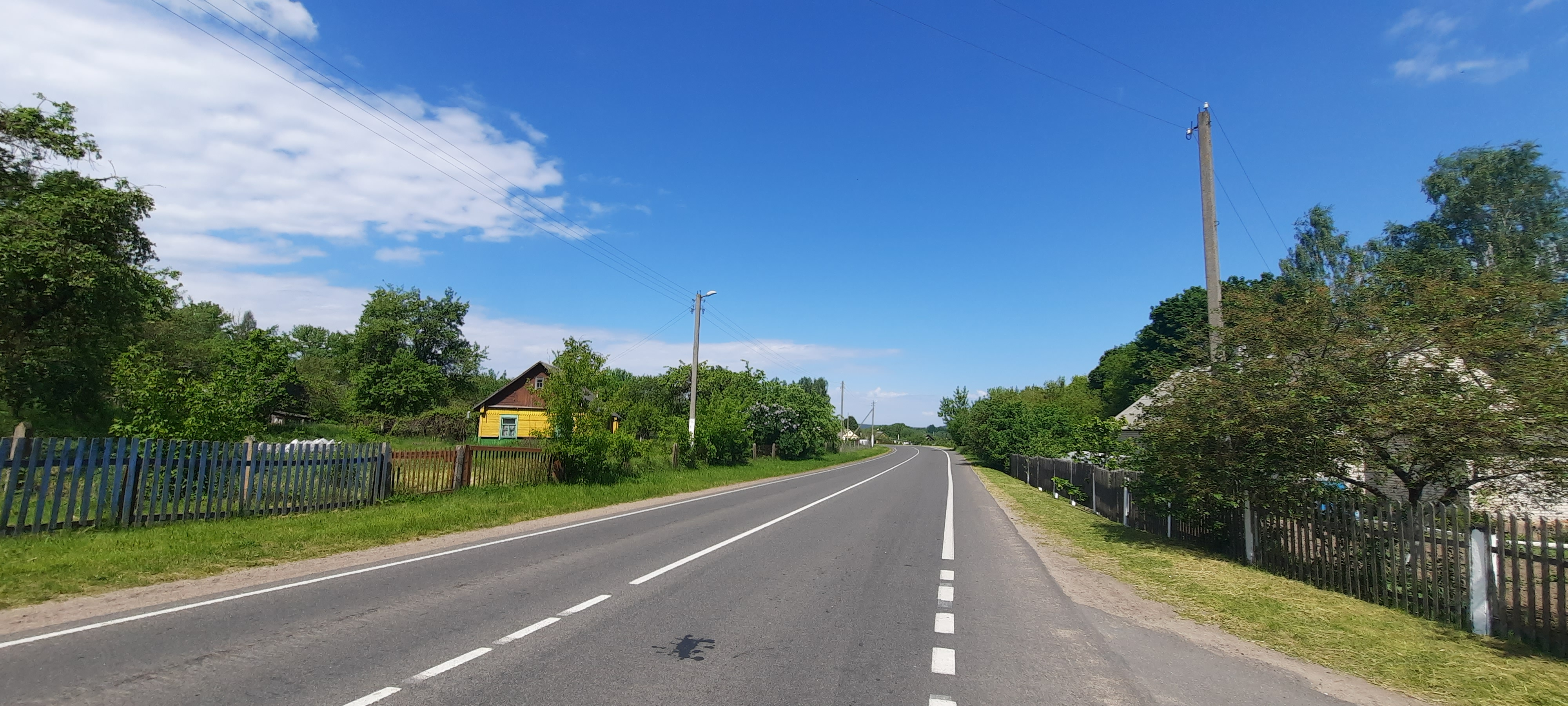
Mickiewicze
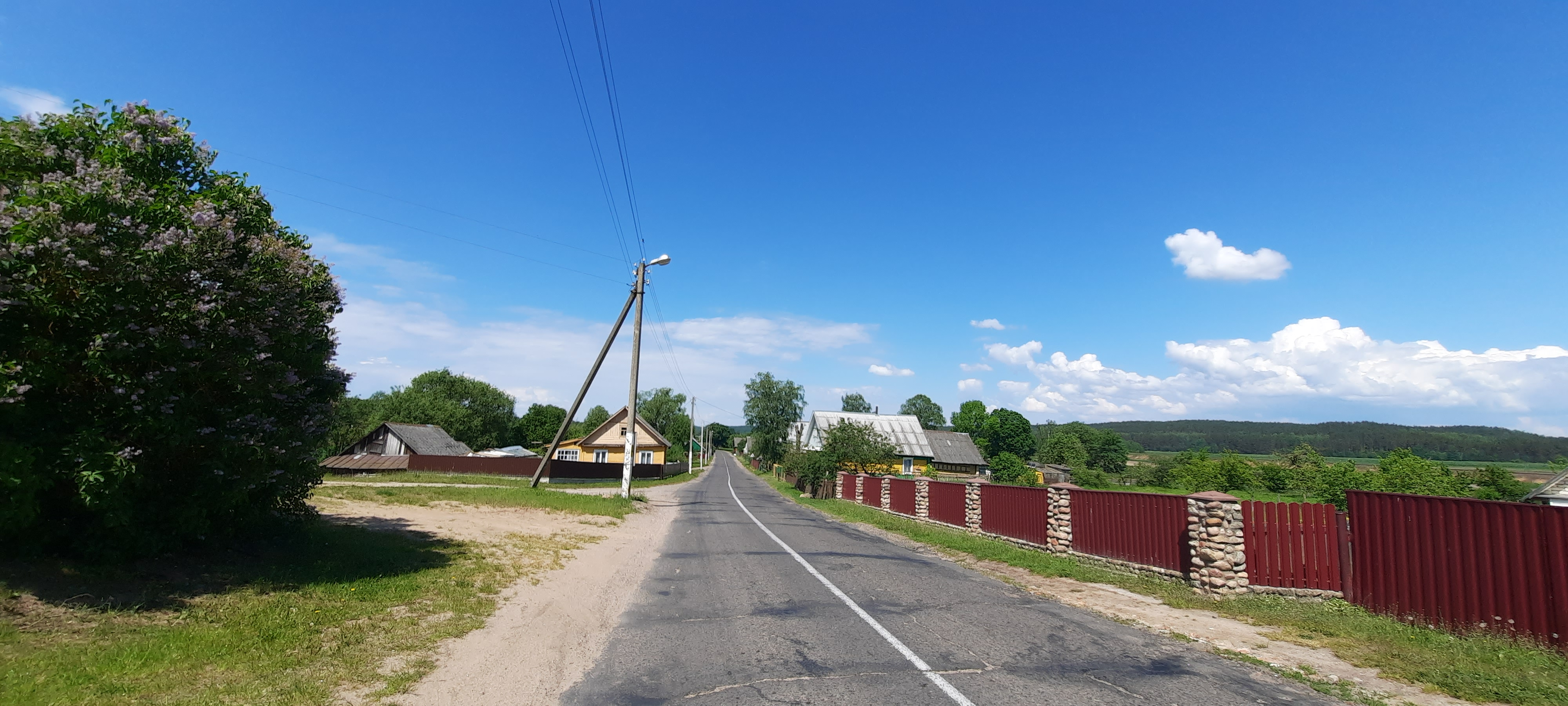
Mołczadź
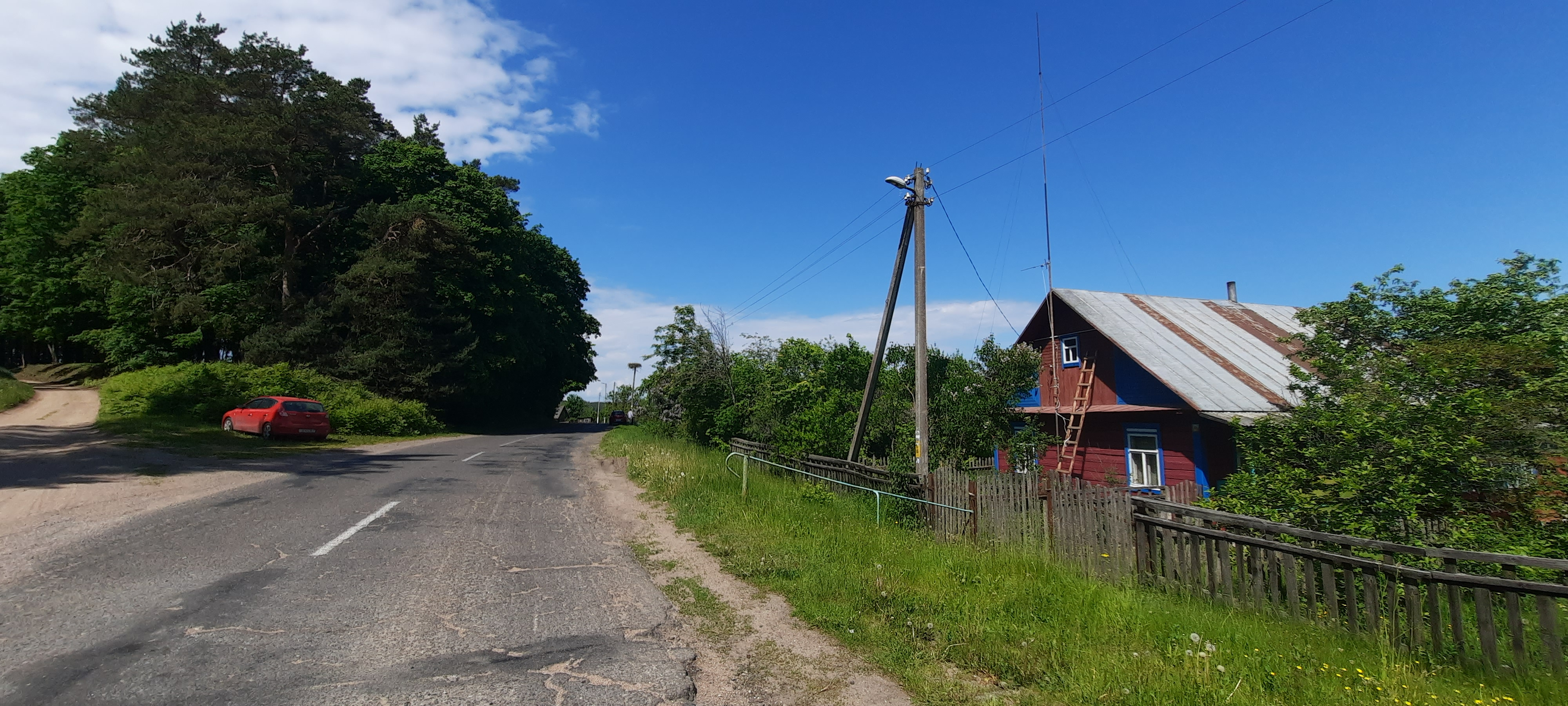
Mołczadź
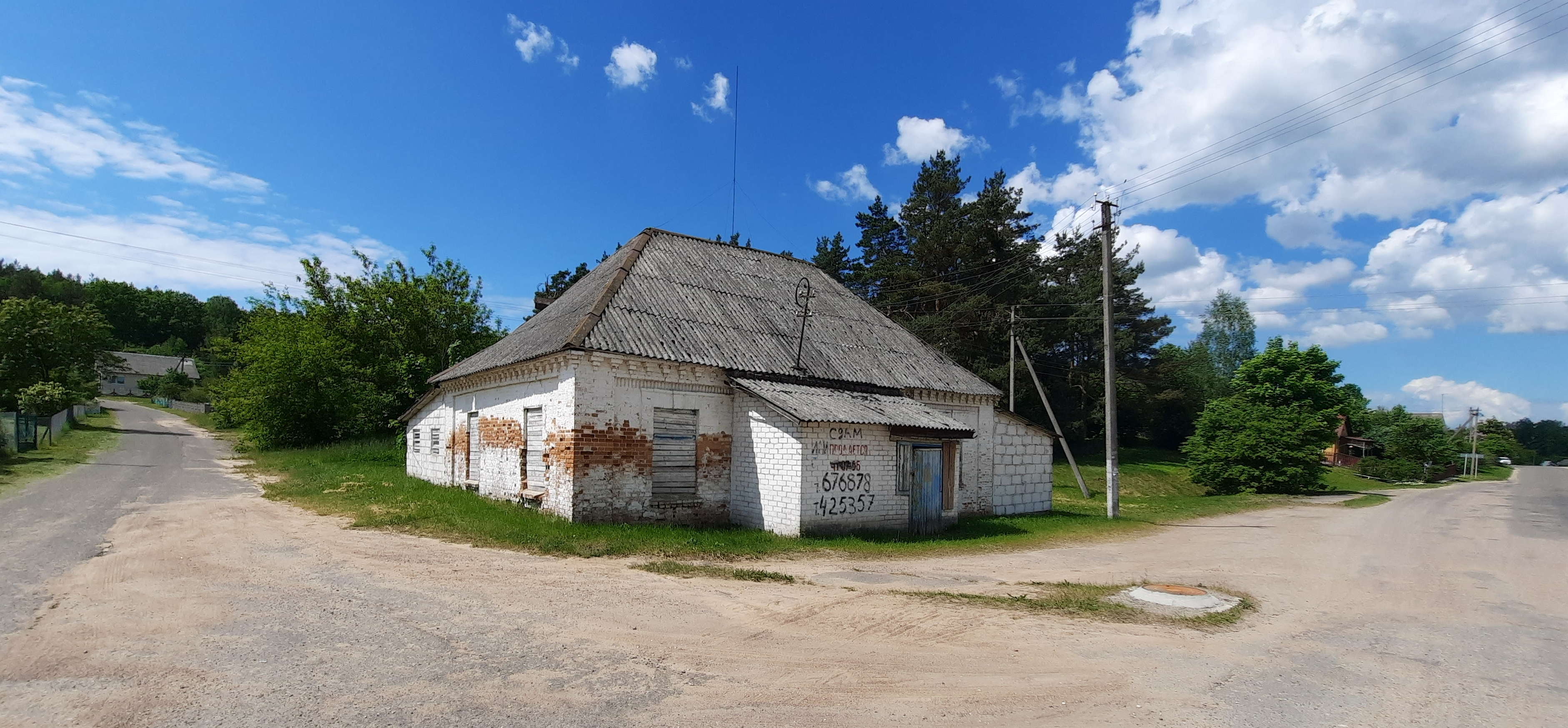
Mołczadź
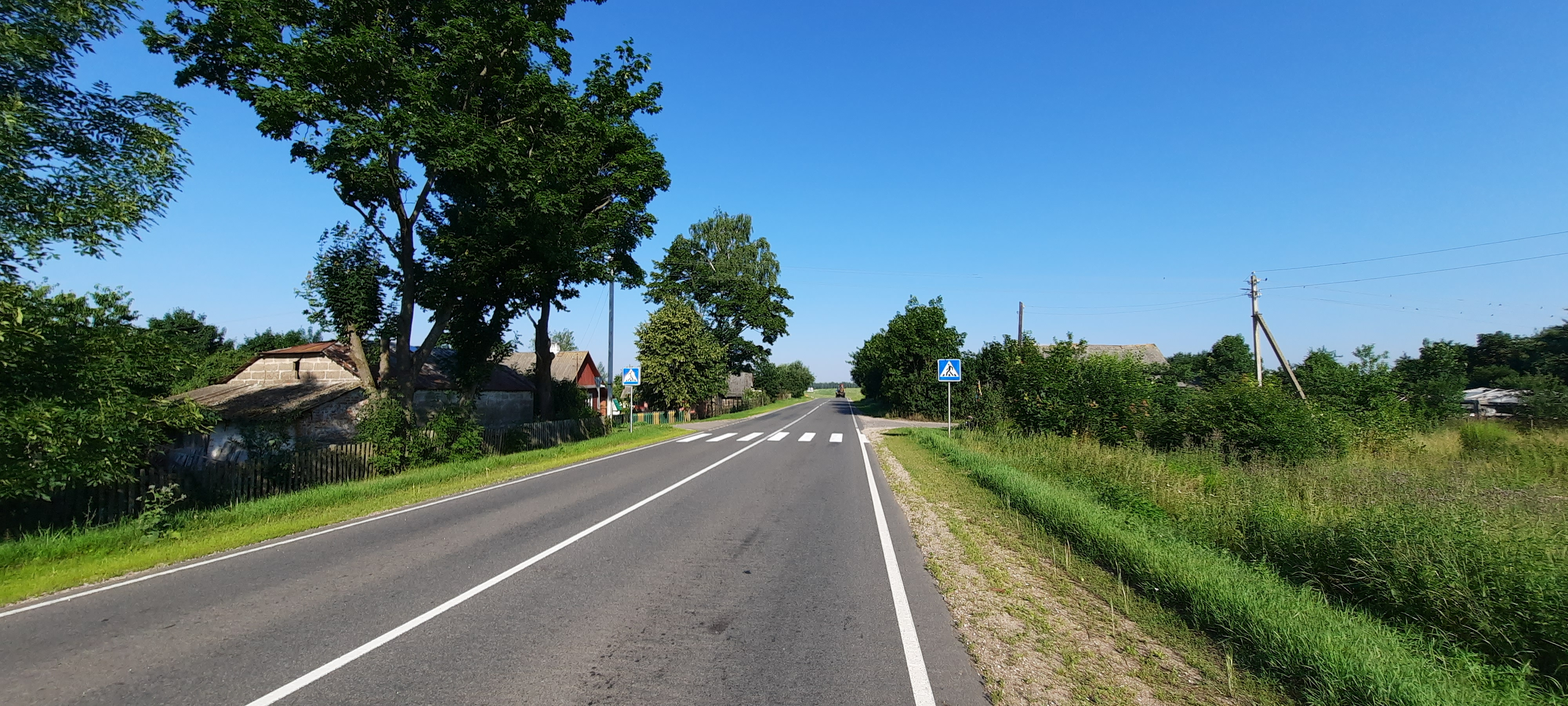
Białolesie
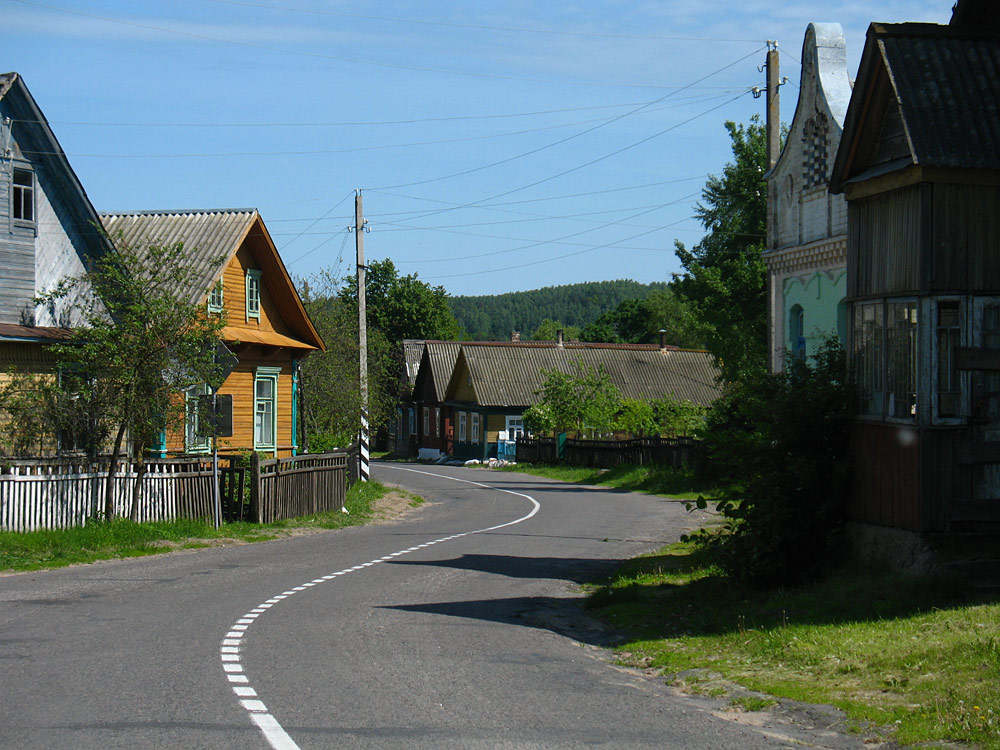
Mołczadź
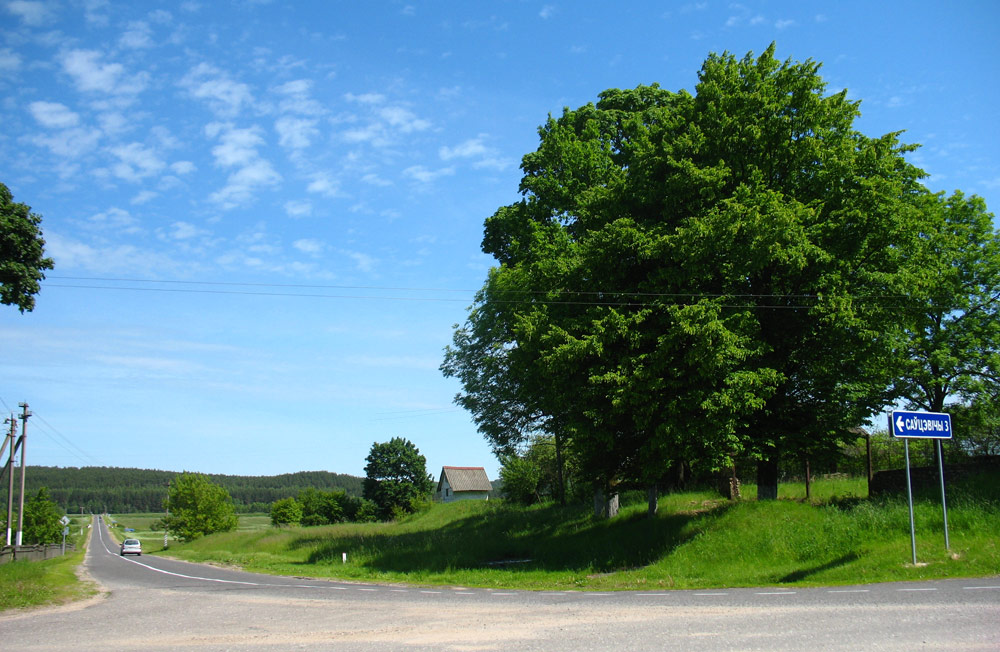
Mołczadź

### Rejon zdzięcielski

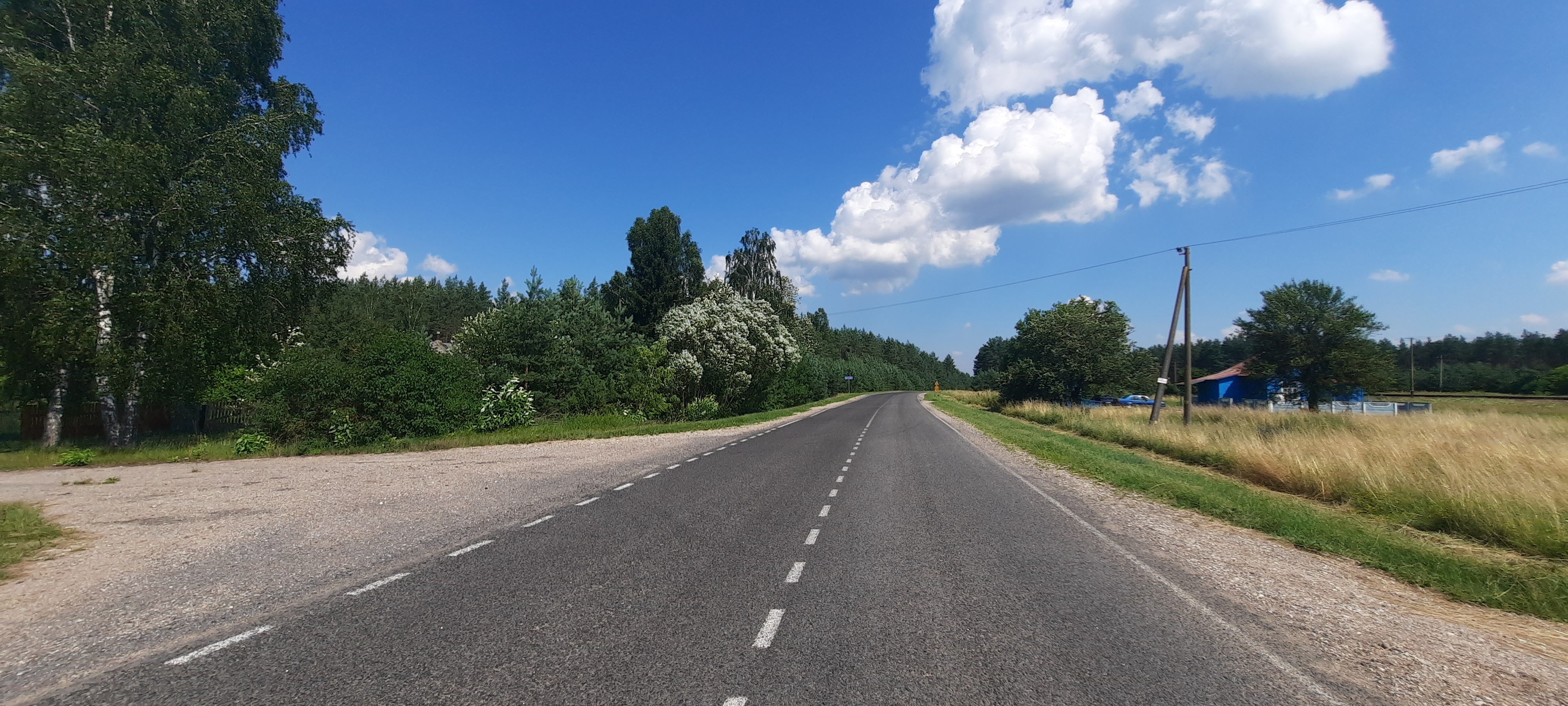
Wygoda
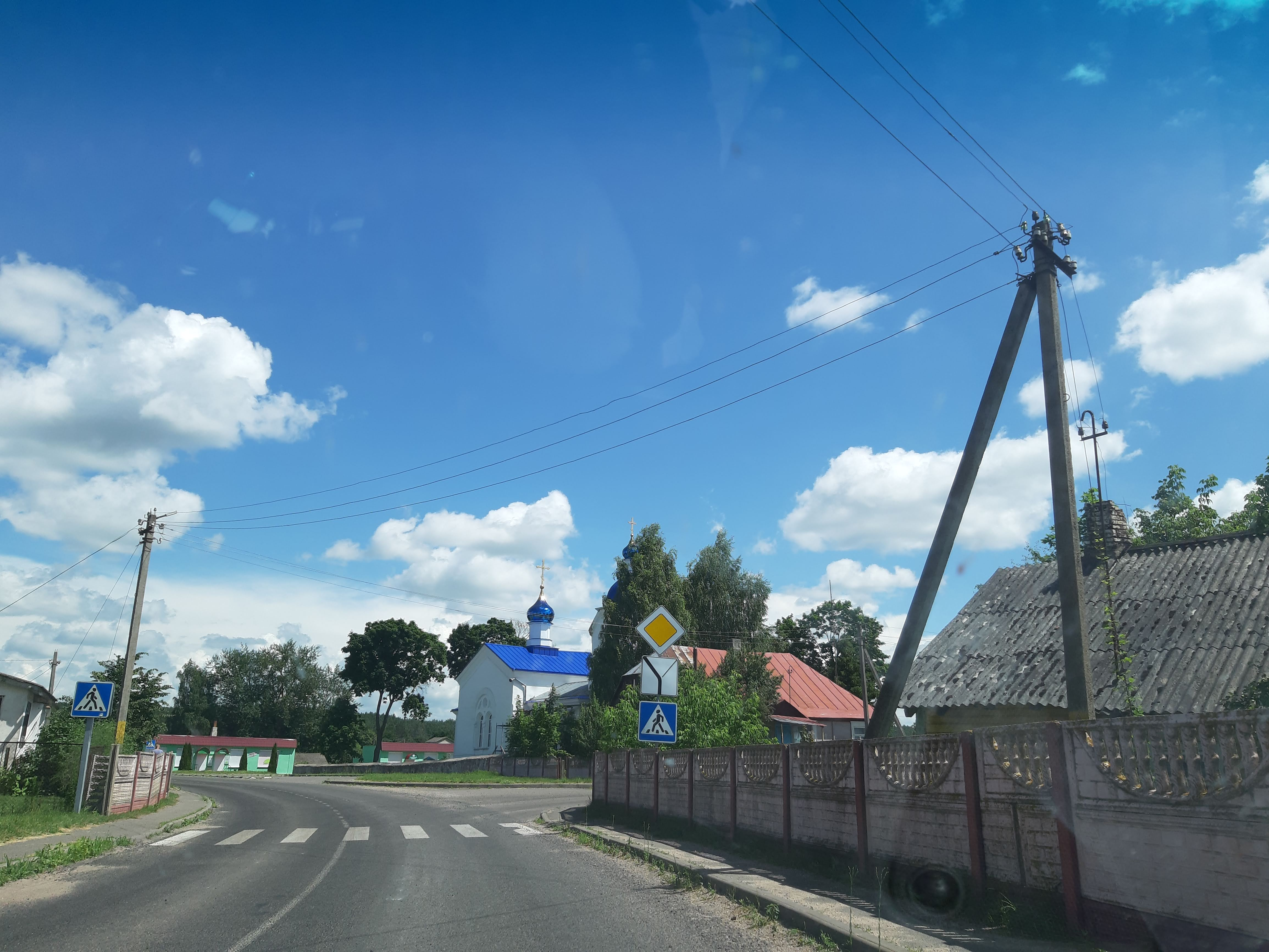
Dworzec